# Hoesung Lee

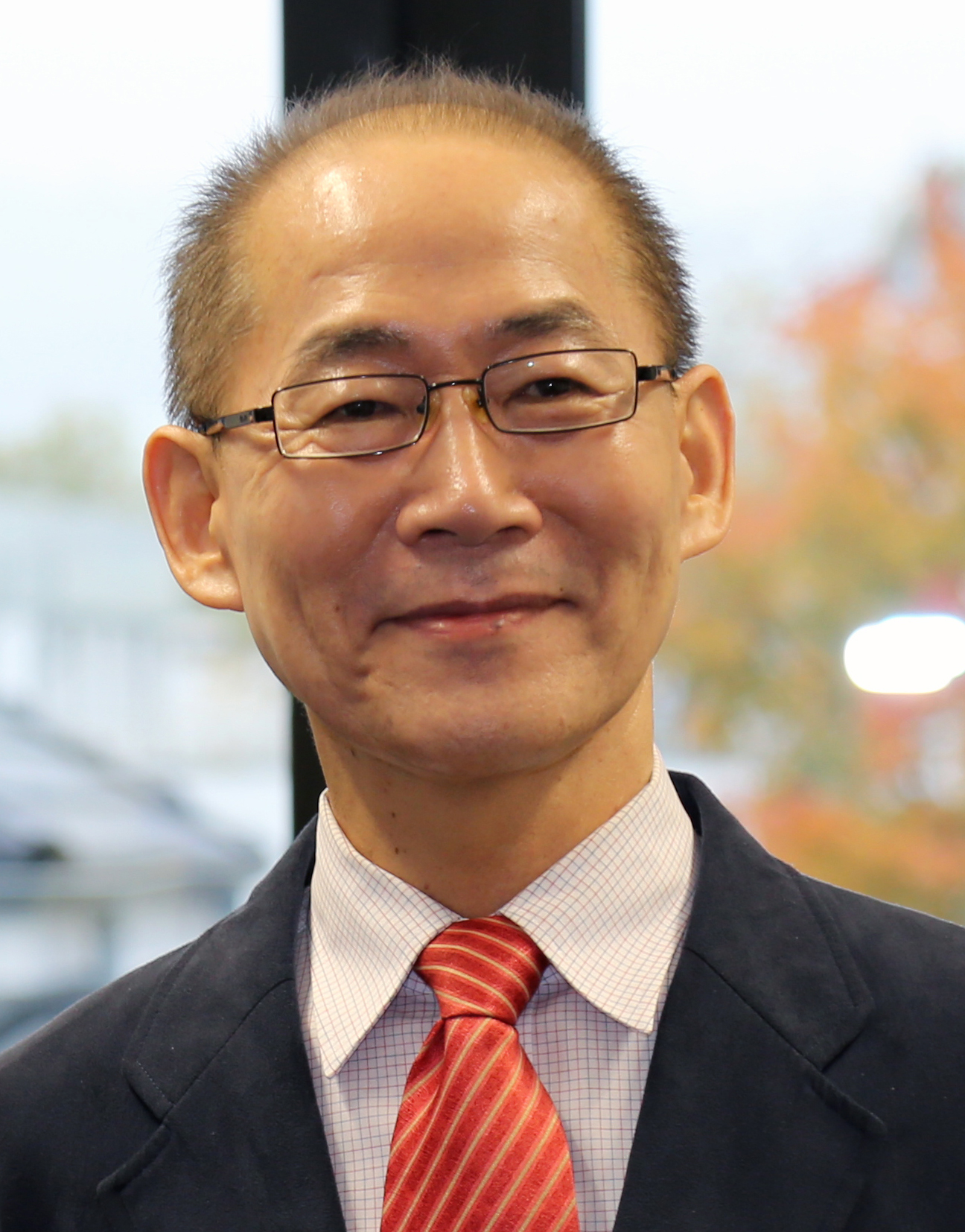
Hoesung Lee

Hoesung Lee, auch Hoe-sŏng Yi, (* 31. Dezember 1945 in Yesan, Provinz Chungcheongnam-do, Südkorea) ist ein südkoreanischer Ökonom und Professor an der Graduate School for Energy, Environmental policy and Technology (Hochschule für Energie, Umweltpolitik und Technologie) der Korea University in Seoul. Lee war von seit Oktober 2015 bis 2023 Vorsitzender des Weltklimarates IPCC.

## Leben und Werk
Hoesung Lee wurde am 31. Dezember 1945 in der südkoreanischen Provinz Chungcheongnam-do geboren. Er erwarb 1969 einen Bachelor der Ökonomik an der Seoul National University, Südkorea, und schloss 1975 mit einem Ph.D. der Ökonomik an der Rutgers University, USA, ab.

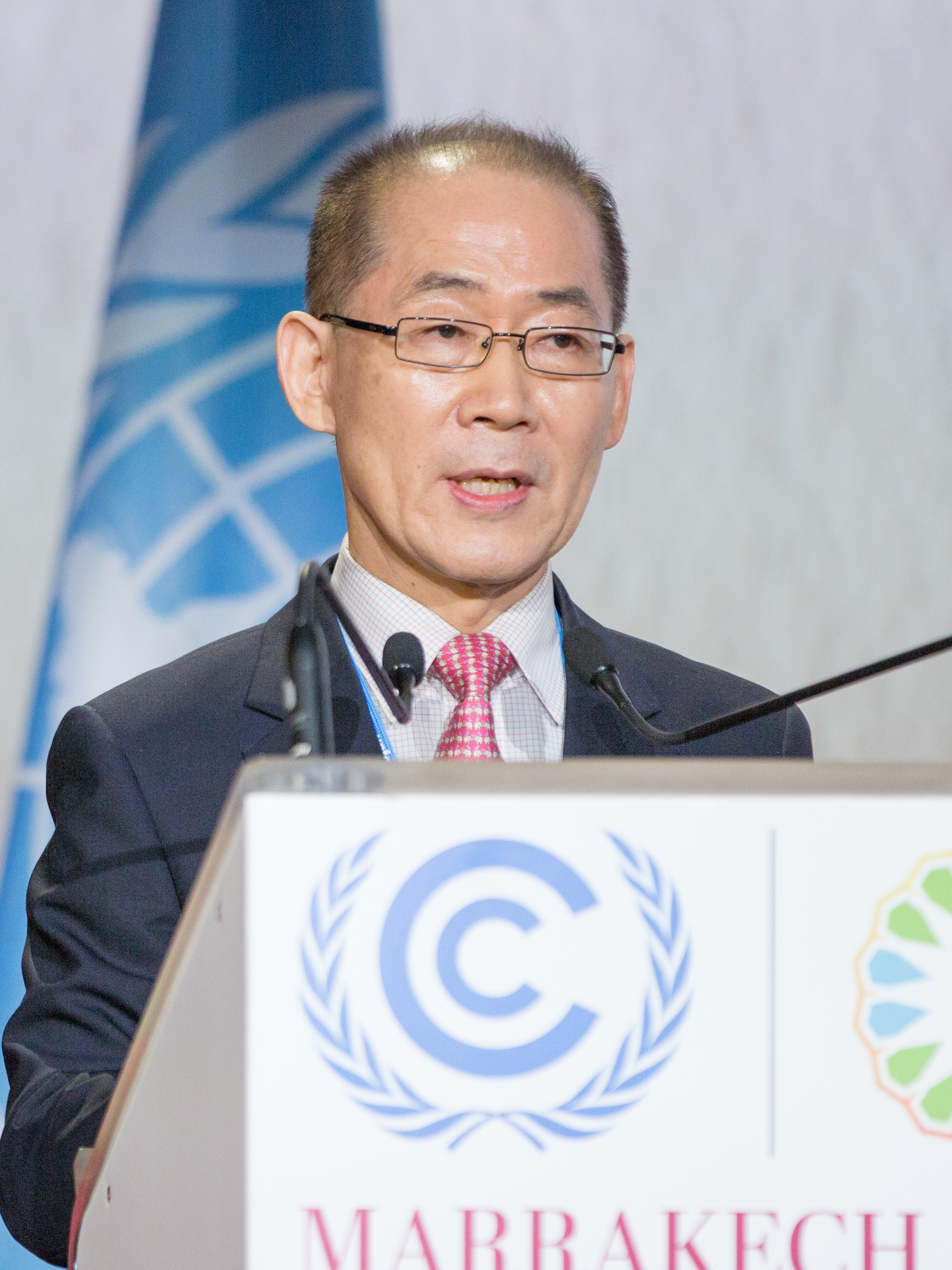
Lee während der UN-Klimakonferenz 2016

Von 1975 bis 1978 war er als Ökonom mit Strategieentwicklung und Unternehmensplanung bei Exxon beschäftigt. Es schlossen sich drei Jahre als Senior Fellow am Korea Development Institute an, einem von der südkoreanischen Regierung eingerichteten Institut für ökonomische Politikanalyse. Das Korea Energy Economics Institute (KEEI) leitete er von dessen Gründung im Jahr 1986 bis 1995 als Direktor. Von 2003 bis 2011 lehrte er als Professor und war Dekan am College of Environment der Keimyung University, Daegu.
Schwerpunkt seiner wirtschaftswissenschaftlichen Arbeit waren Energieökonomik und Klimaökonomik, wobei sein Fokus auf Ostasien und speziell Südkorea lag.
Er war Mitglied in zahlreichen Gremien privater und staatlicher Organisationen, so zum Beispiel der Hyundai Unternehmensgruppe, des Pacific Northwest National Laboratory, einer US-amerikanischen Forschungseinrichtung für Energie und nationale Sicherheit, dem Institute for Global Environmental Strategies, einem Institut für globale Umweltstrategien in Japan, und Berater für den südkoreanischen Umweltminister. Im Jahr 1999 war er Präsident der International Association for Energy Economics (IAEE).
Lee ist 2015 Mitglied im Rat des Global Green Growth Institute (GGGI), der Asiatischen Entwicklungsbank und des südkoreanischen Umweltministeriums. Er hat außerdem eine Professur an der Korea University inne.
Hoesung Lee ist jüngerer Bruder des ehemaligen südkoreanischen Premierministers Lee Hoi-chang.

## IPCC
Seit 1992, also vier Jahre nach der Gründung des Weltklimarats (IPCC), ist Lee in verschiedenen Positionen für diesen tätig. Er koordinierte die Arbeit der Arbeitsgruppe III für den Zweiten Sachstandsbericht des IPCC über die ökonomischen und sozialen Dimensionen des gegenwärtigen Klimawandels. Für den dritten, vierten und fünften Sachstandsbericht des IPCC war er einer der Hauptautoren, Gutachter und Herausgeber.
Von 2008 bis 2015 war er Vize-Vorsitzender des IPCC. Im Oktober 2015 wurde Lee als Nachfolger des im Februar des gleichen Jahres zurückgetretenen Rajendra Pachauri zum Vorsitzenden des Weltklimarates gewählt. Mit Ende des sechsten Sachstandszyklus des IPCC im Jahr 2023 löste der britische Energiewissenschaftler Jim Skea Hoesung in dieser Funktion ab.

## Schriften (Auswahl)
- Hoesung Lee und Jin-Gyu Oh: Mitigation initiatives: Korea’s experiences. In: Climate Policy. Band 2, Nr. 2–3, September 2002, doi:10.1016/S1469-3062(02)00026-8.
- Hoesung Lee und Dennis Eklof: Refining in the Far East: Its Potential and Constraints. In: The Energy Journal. Band 15, 1994.
- Hoesung Lee: The Role of Technology Transfer in Coping with Global Warming: The Case of Korea. Hrsg.: Korea Energy Economics Institute. 1993.
- Hoesung Lee: Energy outlook and environmental implications for Korea. In: Energy. Band 16, Nr. 11, 1991, doi:10.1016/0360-5442(91)90015-E.
- Hoesung Lee: Korea's energy outlook. In: Energy. Band 6, Nr. 8, 1981, doi:10.1016/0360-5442(81)90117-1.
- Paul Davidson, Laurence H. Falk und Hoesung Lee: Oil: Its Time Allocation and Project Independence. In: Brookings Papers on Economic Activity. Nr. 2, 1974 (brookings.edu [PDF]).